# Mühlenberge
Mühlenberge település Németországban, azon belül Brandenburgban. Lakosainak száma 755 fő (2023. december 31.). Mühlenberge Friesack, Kleßen-Görne és Kotzen községekkel határos.

## Népesség
A település népességének változása:
| Lakosok száma | 736  | 711  | 720  | 742  | 751  | 755  |
|               | 2014 | 2017 | 2019 | 2021 | 2022 | 2023 |